# Eugène Millon
Pour les articles homonymes, voir Millon.
Auguste Nicolas Eugène Millon, né à Châlons-sur-Marne le 24 avril 1812 et mort à Saint-Seine-l'Abbaye le 22 octobre 1867, est un chimiste et pharmacien militaire français.
Il est connu notamment pour être le créateur du réactif chimique, dit Test de Millon, utilisé pour la détection de la tyrosine, de l'albumine et des phénols.
Son nom a été donné à une rue de Paris.

## Biographie
Né d’un père entrepreneur de transport, Eugène Millon effectue ses études secondaires à Châlons-sur-Marne et obtient, à ses 18 ans, un baccalauréat ès sciences,,,,,.
Un temps employé comme maître d’internat au collège Rollin à Paris, il décide de s’orienter vers la médecine militaire et, le 1er décembre 1832, il est admis comme chirurgien-élève à l’hôpital militaire universitaire du Val-de-Grâce. Deux ans plus tard, il en ressort premier au concours et intègre les cadres du service de santé militaire comme chirurgien sous-aide-major. Il exerce alors successivement à Bitche, Lyon, Alger, Metz, avant de soutenir, en août 1836, une thèse de doctorat en médecine devant la faculté de Paris.
Affecté en 1837 à l’hôpital du Gros Caillou à Paris, il choisit finalement, par prédilection pour la chimie, de quitter la chirurgie et de s’orienter vers la pratique de la pharmacie militaire. Il connaîtra ensuite plusieurs mutations : Toulouse en juillet 1838, puis Lunéville, Metz, Versailles, avant de terminer son stage en pharmacie à l’hôpital de perfectionnement du Val-de-Grâce, et d’y obtenir, par voie de concours, en mars 1841, la chaire de professeur de chimie.
Commence alors pour lui une période de plénitude scientifique. Disposant désormais d’un laboratoire bien équipé, Millon se livre avec passion à de fécondes recherches chimiques auprès de ses amis Pelouze, Regnault,  Laveran père (Louis Théodore), Jules Reiset, entre autres,,.
Mais, fin août 1847, probablement du fait de ses opinions libérales,, il est brusquement muté comme professeur à l’hôpital militaire universitaire de Lille, ceci perturbant grandement ses recherches en cours.
Toutefois, dès son arrivée à Lille, il intègre la Société des sciences, de l’agriculture et des arts de la ville, société qu’il ne tarde pas à présider, et s’y fait connaître aussi en tant qu’économiste en publiant une série d’articles sur des questions sociales du moment, dénonçant par exemple, dans le cadre du commerce de la boucherie, les profits réalisés par les intermédiaires (dont les bouchers) au préjudice du consommateur et du producteur. 
Le 5 décembre 1850, il est à nouveau éloigné de son poste et affecté hors métropole, à l’hôpital du Dey à Alger, où, neuf ans plus tard, il est nommé pharmacien en chef de l’armée française d’Algérie.
Durant 15 ans, il mènera en Algérie de nombreux travaux de chimie, notamment sur les blés, et y développera des études économiques et agricoles remarquées. Toutefois, cette dernière mutation l’affectera durablement : moralement, en raison de l’éloignement de sa famille, de ses amis, de ses travaux en cours, et aussi physiquement en raison des conditions climatiques du pays et d’une affection intestinale douloureuse devenue chronique. Le député de la Marne (et pharmacien), Pierre Hippolyte Faure, attristé par les conséquences qu’eut cette nomination de Millon à Alger, déclarera à ce propos en 1868 dans une allocution auprès des membres de la Société d’Agriculture du département de la Marne : « cet éloignement sans espoir de retour fut un malheur pour la science chimique. Je ne dis pas assez, Messieurs, ce fut un malheur pour la France ! ».
En 1865 (à 53 ans), fatigué, se relevant avec peine d’une attaque de choléra, Eugène Millon demande sa mise à la retraite, en nourrissant toutefois le projet de poursuivre ensuite de façon indépendante ses recherches de chimie,,.
Las, il mourra deux ans plus tard d’une angine diphthéritique qu’il renonça à soigner autrement que par les analgésiques opiacés qu’il s’était habitué de longue date à employer contre ses douleurs intestinales,.

## Travaux
S’il est surtout connu pour la méthode de détection des protéines qui porte son nom, qu’il élabore en 1849, l’importance de cette découverte ne semble pas avoir été immédiatement perçue, ni par lui-même ni par ses contemporains.  Il était plutôt connu à son époque pour ses découvertes de l’azoture de brome, de l’azoture de cyanogène, de l’acide chloreux et de l’éther nitrique,,.
En effet, de 1837 à 1847, ses recherches portent essentiellement sur la chimie fondamentale, période au cours de laquelle il découvre notamment le dioxyde d’iode, les chlorites, la production d’iodate de potassium, et surtout le nitrate d'éthyle (éther nitrique) qu’aucun chimiste n’avait pu obtenir jusque là,. 
En 1845, il publie le premier volume de son ouvrage Éléments de chimie organique, qui sera suivi, en janvier 1848, d’un second volume.
La même année, avec Reiset et aussi la collaboration d’abord de Hoefer puis de Nicklès, il lance un périodique, intitulé annuaire de chimie, se proposant de répertorier l’ensemble des découvertes et travaux de chimie réalisés chaque année en Europe. Ce projet ambitieux s’achèvera en 1851, après parution du septième volume et le départ de Millon pour Alger.
En 1848, entre autres travaux sur des sujets variés, il indique une méthode rapide de dosage de l’urée par action de l’azotite de mercure, procédé qui sera notamment appliqué pour la détermination de l’urée dans l’humeur vitrée de l'œil.
Peu après, en 1849, il découvre le procédé passé depuis à la postérité sous le nom de Test de Millon, lequel demeure l’un des principaux réactifs des protéines et le plus utilisé pour déterminer la présence de tyrosine.
Durant la seconde partie de sa carrière, à compter de sa mutation à Lille fin 1847 mais surtout à partir de son affectation en Algérie fin 1850, son activité scientifique s’oriente essentiellement vers la chimie appliquée dans les domaines de la bromatologie, à commencer par les blés,.
Alors qu’à cette époque le pain est l’aliment de base essentiel d'une grande partie de la population et que la production de blé suffit à peine à la consommation, Millon démontre l’importance de l’état d’hydratation des grains, préconise certaines modifications dans les techniques de meunerie, et mène à grande échelle (sur 5 000 quintaux) des essais de conservation des céréales dans des silos étanches dont les résultats furent des plus satisfaisants. (L'importance de ces travaux pourrait toutefois ne pas avoir été suffisamment perçue en France),.
Millon s'intéressera encore, entre autres, à l’emploi des eaux minérales de l’Algérie, à la production et au commerce des sangsues, à l'extraction du parfum des fleurs locales, à la production, la qualité et la vente du lait — en collaboration avec M. Commaille, ils découvrent notamment dans le lait une matière albuminoïde particulière qu’ils nomment lacto-protéine — et, plus généralement, il s’emploiera à étudier et proposer des solutions concernant les différents problèmes économiques et agricoles de l’Algérie.

## Décorations et hommages
Sur proposition du ministère de la Guerre, il a été fait chevalier de la Légion d'honneur le 24 décembre 1853 et officier de la Légion d'honneur le 30 décembre 1862.
Un livre a été publié en son honneur en 1870 par ses amis et élèves, résumant sa vie, ses travaux de chimie et ses études économiques et agricoles sur l'Algérie.
Son nom a été donné en 1908 à une rue de Paris. En 2019, un nouveau centre ambulatoire du GHU Paris psychiatrie et neurosciences (né de la fusion des hôpitaux Sainte-Anne, Maison Blanche et Perray-Vaucluse) a été ouvert aux nos  3-5 de cette rue sous le nom de « centre Eugène-Millon »,.
Un timbre-poste a été édité en 1954 à son effigie.
Le 8 mars 1968, à l'occasion du centenaire de sa mort, une cérémonie de commémoration s'est déroulée à l'hôpital militaire du Val-de-Grâce, donnant lieu à une série d'exposés sur la vie et l'œuvre scientifique d'Eugène Millon,,.